# Nova Canaã (Bahia)
Nova Canaã est une municipalité brésilienne de l'État de Bahia et la microrégion de Vitória da Conquista.